# Galeus atlanticus
Galeus atlanticus és una espècie de peix de la família dels esciliorrínids i de l'ordre dels carcariniformes.

## Hàbitat
És un peix marí que viu fins als 540 m de fondària.

## Distribució geogràfica
Es troba a la costa nord-oest del Marroc.